# Famille Stella
Cette page explique l’histoire ou répertorie les différents membres de la famille Stella.
La famille Stella est une dynastie de peintres  et graveurs flamands et français des XVIe – XVIIe siècles, le plus célèbre d'entre eux étant Jacques Stella.

## Généalogie de la famille Stella

### Organigramme sous forme généalogique des peintres Stella
Les cases sur fond rouge désignent la profession de peintre ou de graveur. Sur fond crème, sans profession ou inconnue.

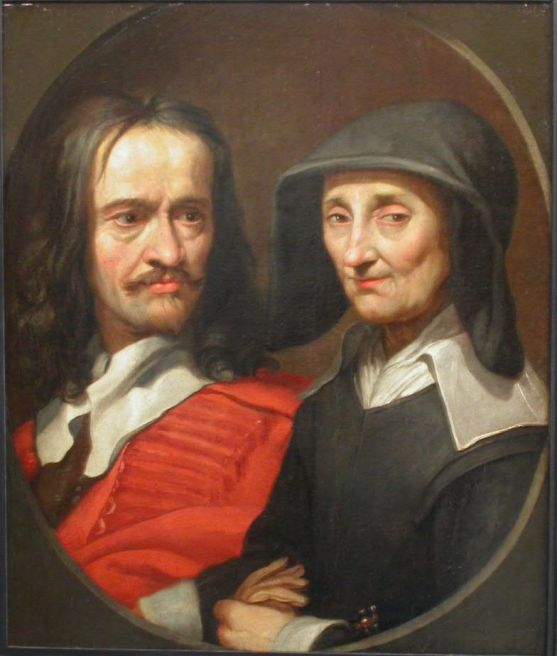
Jacques de Stella et sa mère Claudine de Masso

|  |  |  |  |  |  |  |  |  |  |  |  |  |  |                                                  |                                                  |                                                  |                                                  |                                                  |                                                  |  |  |                                                                      |                                                                      |                                                                      |                                                                      |                                                                      |                                                                      |  |  | Jean Van der Stella (1525-1601) père de François peintre                                         |                                                                                                  |                                                                                                  |                                                                                                  |                                                                                                  |                                                                                                  |  |  |                                                                        |                                                                        |                                                                        |                                                                        |                                                                        |                                                                        |  |  |                                                           |                                                           |                                                           |                                                           |                                                           |                                                           |
|  |  |  |  |  |  |  |  |  |  |  |  |  |  |                                                  |                                                  |                                                  |                                                  |                                                  |                                                  |  |  |                                                                      |                                                                      |                                                                      |                                                                      |                                                                      |                                                                      |  |  |                                                                                                  |                                                                                                  |                                                                                                  |                                                                                                  |                                                                                                  |                                                                                                  |  |  |                                                                        |                                                                        |                                                                        |                                                                        |                                                                        |                                                                        |  |  |                                                           |                                                           |                                                           |                                                           |                                                           |                                                           |
|  |  |  |  |  |  |  |  |  |  |  |  |  |  |                                                  |                                                  |                                                  |                                                  |                                                  |                                                  |  |  |                                                                      |                                                                      |                                                                      |                                                                      |                                                                      |                                                                      |  |  | François Stella dit l'Ancien (1563-1605) père de Jacques, François, Madeleine peintre d'histoire | François Stella dit l'Ancien (1563-1605) père de Jacques, François, Madeleine peintre d'histoire | François Stella dit l'Ancien (1563-1605) père de Jacques, François, Madeleine peintre d'histoire | François Stella dit l'Ancien (1563-1605) père de Jacques, François, Madeleine peintre d'histoire | François Stella dit l'Ancien (1563-1605) père de Jacques, François, Madeleine peintre d'histoire | François Stella dit l'Ancien (1563-1605) père de Jacques, François, Madeleine peintre d'histoire |  |  | Épouse Claudine de Masso, fille d'un notaire de la ville de L'Arbresle | Épouse Claudine de Masso, fille d'un notaire de la ville de L'Arbresle | Épouse Claudine de Masso, fille d'un notaire de la ville de L'Arbresle | Épouse Claudine de Masso, fille d'un notaire de la ville de L'Arbresle | Épouse Claudine de Masso, fille d'un notaire de la ville de L'Arbresle | Épouse Claudine de Masso, fille d'un notaire de la ville de L'Arbresle |  |  |                                                           |                                                           |                                                           |                                                           |                                                           |                                                           |
|  |  |  |  |  |  |  |  |  |  |  |  |  |  |                                                  |                                                  |                                                  |                                                  |                                                  |                                                  |  |  |                                                                      |                                                                      |                                                                      |                                                                      |                                                                      |                                                                      |  |  | François Stella dit l'Ancien (1563-1605) père de Jacques, François, Madeleine peintre d'histoire | François Stella dit l'Ancien (1563-1605) père de Jacques, François, Madeleine peintre d'histoire | François Stella dit l'Ancien (1563-1605) père de Jacques, François, Madeleine peintre d'histoire | François Stella dit l'Ancien (1563-1605) père de Jacques, François, Madeleine peintre d'histoire | François Stella dit l'Ancien (1563-1605) père de Jacques, François, Madeleine peintre d'histoire | François Stella dit l'Ancien (1563-1605) père de Jacques, François, Madeleine peintre d'histoire |  |  | Épouse Claudine de Masso, fille d'un notaire de la ville de L'Arbresle | Épouse Claudine de Masso, fille d'un notaire de la ville de L'Arbresle | Épouse Claudine de Masso, fille d'un notaire de la ville de L'Arbresle | Épouse Claudine de Masso, fille d'un notaire de la ville de L'Arbresle | Épouse Claudine de Masso, fille d'un notaire de la ville de L'Arbresle | Épouse Claudine de Masso, fille d'un notaire de la ville de L'Arbresle |  |  |                                                           |                                                           |                                                           |                                                           |                                                           |                                                           |
|  |  |  |  |  |  |  |  |  |  |  |  |  |  |                                                  |                                                  |                                                  |                                                  |                                                  |                                                  |  |  |                                                                      |                                                                      |                                                                      |                                                                      |                                                                      |                                                                      |  |  |                                                                                                  |                                                                                                  |                                                                                                  |                                                                                                  |                                                                                                  |                                                                                                  |  |  |                                                                        |                                                                        |                                                                        |                                                                        |                                                                        |                                                                        |  |  |                                                           |                                                           |                                                           |                                                           |                                                           |                                                           |
|  |  |  |  |  |  |  |  |  |  |  |  |  |  |                                                  |                                                  |                                                  |                                                  |                                                  |                                                  |  |  |                                                                      |                                                                      |                                                                      |                                                                      |                                                                      |                                                                      |  |  |                                                                                                  |                                                                                                  |                                                                                                  |                                                                                                  |                                                                                                  |                                                                                                  |  |  |                                                                        |                                                                        |                                                                        |                                                                        |                                                                        |                                                                        |  |  |                                                           |                                                           |                                                           |                                                           |                                                           |                                                           |
|  |  |  |  |  |  |  |  |  |  |  |  |  |  | Jacques de Stella (1596-1657) peintre et graveur | Jacques de Stella (1596-1657) peintre et graveur | Jacques de Stella (1596-1657) peintre et graveur | Jacques de Stella (1596-1657) peintre et graveur | Jacques de Stella (1596-1657) peintre et graveur | Jacques de Stella (1596-1657) peintre et graveur |  |  | François de Stella dit: le Jeune (1603-1647) peintre et portraitiste | François de Stella dit: le Jeune (1603-1647) peintre et portraitiste | François de Stella dit: le Jeune (1603-1647) peintre et portraitiste | François de Stella dit: le Jeune (1603-1647) peintre et portraitiste | François de Stella dit: le Jeune (1603-1647) peintre et portraitiste | François de Stella dit: le Jeune (1603-1647) peintre et portraitiste |  |  |                                                                                                  |                                                                                                  |                                                                                                  |                                                                                                  |                                                                                                  |                                                                                                  |  |  | Étienne Bouzonnet époux de Madeleine (?-1660). Orfèvre                 | Étienne Bouzonnet époux de Madeleine (?-1660). Orfèvre                 | Étienne Bouzonnet époux de Madeleine (?-1660). Orfèvre                 | Étienne Bouzonnet époux de Madeleine (?-1660). Orfèvre                 | Étienne Bouzonnet époux de Madeleine (?-1660). Orfèvre                 | Étienne Bouzonnet époux de Madeleine (?-1660). Orfèvre                 |  |  | Madeleine de Stella son épouse vers 1635 ont cinq enfants | Madeleine de Stella son épouse vers 1635 ont cinq enfants | Madeleine de Stella son épouse vers 1635 ont cinq enfants | Madeleine de Stella son épouse vers 1635 ont cinq enfants | Madeleine de Stella son épouse vers 1635 ont cinq enfants | Madeleine de Stella son épouse vers 1635 ont cinq enfants |
|  |  |  |  |  |  |  |  |  |  |  |  |  |  | Jacques de Stella (1596-1657) peintre et graveur | Jacques de Stella (1596-1657) peintre et graveur | Jacques de Stella (1596-1657) peintre et graveur | Jacques de Stella (1596-1657) peintre et graveur | Jacques de Stella (1596-1657) peintre et graveur | Jacques de Stella (1596-1657) peintre et graveur |  |  | François de Stella dit: le Jeune (1603-1647) peintre et portraitiste | François de Stella dit: le Jeune (1603-1647) peintre et portraitiste | François de Stella dit: le Jeune (1603-1647) peintre et portraitiste | François de Stella dit: le Jeune (1603-1647) peintre et portraitiste | François de Stella dit: le Jeune (1603-1647) peintre et portraitiste | François de Stella dit: le Jeune (1603-1647) peintre et portraitiste |  |  |                                                                                                  |                                                                                                  |                                                                                                  |                                                                                                  |                                                                                                  |                                                                                                  |  |  | Étienne Bouzonnet époux de Madeleine (?-1660). Orfèvre                 | Étienne Bouzonnet époux de Madeleine (?-1660). Orfèvre                 | Étienne Bouzonnet époux de Madeleine (?-1660). Orfèvre                 | Étienne Bouzonnet époux de Madeleine (?-1660). Orfèvre                 | Étienne Bouzonnet époux de Madeleine (?-1660). Orfèvre                 | Étienne Bouzonnet époux de Madeleine (?-1660). Orfèvre                 |  |  | Madeleine de Stella son épouse vers 1635 ont cinq enfants | Madeleine de Stella son épouse vers 1635 ont cinq enfants | Madeleine de Stella son épouse vers 1635 ont cinq enfants | Madeleine de Stella son épouse vers 1635 ont cinq enfants | Madeleine de Stella son épouse vers 1635 ont cinq enfants | Madeleine de Stella son épouse vers 1635 ont cinq enfants |
|  |  |  |  |  |  |  |  |  |  |  |  |  |  |                                                  |                                                  |                                                  |                                                  |                                                  |                                                  |  |  |                                                                      |                                                                      |                                                                      |                                                                      |                                                                      |                                                                      |  |  |                                                                                                  |                                                                                                  |                                                                                                  |                                                                                                  |                                                                                                  |                                                                                                  |  |  |                                                                        |                                                                        |                                                                        |                                                                        |                                                                        |                                                                        |  |  |                                                           |                                                           |                                                           |                                                           |                                                           |                                                           |
|  |  |  |  |  |  |  |  |  |  |  |  |  |  |                                                  |                                                  |                                                  |                                                  |                                                  |                                                  |  |  |                                                                      |                                                                      |                                                                      |                                                                      |                                                                      |                                                                      |  |  |                                                                                                  |                                                                                                  |                                                                                                  |                                                                                                  |                                                                                                  |                                                                                                  |  |  |                                                                        |                                                                        |                                                                        |                                                                        |                                                                        |                                                                        |  |  |                                                           |                                                           |                                                           |                                                           |                                                           |                                                           |
|  |  |  |  |  |  |  |  |  |  |  |  |  |  |                                                  |                                                  |                                                  |                                                  |                                                  |                                                  |  |  | Claudine Stella (1636-1697) peintre et graveur                       | Claudine Stella (1636-1697) peintre et graveur                       | Claudine Stella (1636-1697) peintre et graveur                       | Claudine Stella (1636-1697) peintre et graveur                       | Claudine Stella (1636-1697) peintre et graveur                       | Claudine Stella (1636-1697) peintre et graveur                       |  |  | Antoine Stella dit Antoine Bouzonnet-Stella (1637-1682) peintre et graveur                       | Antoine Stella dit Antoine Bouzonnet-Stella (1637-1682) peintre et graveur                       | Antoine Stella dit Antoine Bouzonnet-Stella (1637-1682) peintre et graveur                       | Antoine Stella dit Antoine Bouzonnet-Stella (1637-1682) peintre et graveur                       | Antoine Stella dit Antoine Bouzonnet-Stella (1637-1682) peintre et graveur                       | Antoine Stella dit Antoine Bouzonnet-Stella (1637-1682) peintre et graveur                       |  |  | Françoise Stella (1638-1691 ou 1692) peintre et graveur                | Françoise Stella (1638-1691 ou 1692) peintre et graveur                | Françoise Stella (1638-1691 ou 1692) peintre et graveur                | Françoise Stella (1638-1691 ou 1692) peintre et graveur                | Françoise Stella (1638-1691 ou 1692) peintre et graveur                | Françoise Stella (1638-1691 ou 1692) peintre et graveur                |  |  | Antoinette Stella (1641-1676) graveur                     | Antoinette Stella (1641-1676) graveur                     | Antoinette Stella (1641-1676) graveur                     | Antoinette Stella (1641-1676) graveur                     | Antoinette Stella (1641-1676) graveur                     | Antoinette Stella (1641-1676) graveur                     |

## Biographies
Biographies succinctes des membres de la famille. Elles seront reprises individuellement pour chaque peintre dans son propre article.

### Première génération
- Jean Van der Stella ou Star ou Stalard est un peintre flamand du XVIe siècle, né en 1525 à Malines (ville de Belgique située en Région flamande dans la province d'Anvers), peintre de l'École flamande. Mort en 1601 à Anvers.

Le plus anciennement connu d'une famille d'artistes qui s'établit en France au XVIe siècle. Père de François Van der Stella l'Ancien.

### Deuxième génération
- François Stella ou Stelaert ou Sterre ou Star ou Stalard ou Stallard ou Star, dit l'Ancien est un peintre d'histoire, flamand du XVIe siècle, né en 1563 ou 1565 à Malines (ville de Belgique située en Région flamande dans la province d'Anvers), peintre de l'École flamande. Mort le 26 octobre 1605 à Lyon.

Élève de son père Jean Van der Stella, lui-même père de trois enfants.

### Troisième génération
- Jacques de Stella est un peintre d'histoire, sujets mythologiques, compositions religieuses, scène de genre, portraitiste, dessinateur et graveur à l'eau-forte, français des XVIe et XVIIe siècles, né en 1596 à Lyon, mort en 1657, enterré à Paris le 30 avril. Il est le fils de François Van der Stella et frère de François de Stella dit: le Jeune et de Madeleine de Stella.

Il est le plus renommé de cette famille de peintres. On ne lui connait aucune descendance. Il a pour élèves, quatre des cinq enfants de sa sœur Madeleine et de son beau-frère, Étienne Bouzonnet.
- François de Stella dit le Jeune est un peintre d'histoire, paysagiste et portraitiste, français du XVIIe siècle, né en 1603 à Lyon, mort le 26 juillet 1647. Il est le deuxième fils de François Van der Stella dit l'Ancien[2].

- Madeleine de Stella est la benjamine de la fratrie des trois enfants de François Van der Stella. Elle épouse Étienne Bouzonnet vers 1635 avec qui elle a cinq enfants: Claudine, Antoine, Françoise, et Antoinette, tous quatre peintre ou graveur et tous quatre nés à Lyon. Rien n'est dit sur le cinquième enfant[3].

- Étienne Bouzonnet  est l'époux de Madeleine. Orfèvre à Lyon. Il meurt à Paris, aux Galeries du Louvre le 17 décembre 1660[3].

### Quatrième génération
- Claudine Stella, pseudonyme de Bouzonnet est une artiste peintre et graveur du XVIIe siècle, née le 7 juillet 1636 à Lyon, morte le 1er octobre 1697 aux Galeries du Louvre à Paris.

Elle est la fille aînée de Madeleine et d'Étienne Bouzonnet, puis l'élève de son oncle Jacques de Stella.
- Antoine Stella ou Bouzonnet-Stella, pseudonyme de Antoine Bouzonnet est un peintre d'histoire, sujets mythologiques, compositions religieuses, compositions décoratives et graveur du XVIIe siècle, né le 25 novembre 1637 à Lyon, mort le 9 mai 1682 aux Galeries du Louvre à Paris.

Antoine Stella est le deuxième enfants de Madeleine et d'Étienne Bouzonnet, puis l'élève de son oncle Jacques de Stella.
- Françoise Stella est une artiste peintre et graveur du XVIIe siècle, née le 12 décembre 1638 à Lyon, morte le 12 avril 1691 aux Galeries du Louvre à Paris.

Françoise Stella est la troisième enfant de Madeleine et d'Étienne Bouzonnet, puis l'élève de son oncle Jacques de Stella.
- Antoinette Stella pseudonyme de Bouzonnet est une artiste graveur du XVIIe siècle, née le 24 août 1641 à Lyon, morte le 21 octobre 1676 aux Galeries du Louvre à Paris.

Antoinette Stella est la quatrième enfant de Madeleine et d'Étienne Bouzonnet, puis l'élève de son oncle Jacques de Stella.